# Nevzat Karakış
Nevzat Karakış (* 1960 in Adilcevaz in der Provinz Bitlis) ist ein türkischer Protestmusiker, der Mitte der 1980er Jahre bekannt wurde. Die Texte seiner Lieder sind gesellschaftskritisch und politisch.

## Leben
Grund- und Mittelschule besuchte er in Adilcevaz, das Gymnasium in Ankara. Im Alter von 15 Jahren erlernte er die Bağlama. Er arbeitete mit Ruhi Su zusammen. Seinen ersten Soloauftritt absolvierte er 1986 in Istanbul. Das erste Album veröffentlichte Karakış im Jahre 1988.

## Diskografie
- Album: Ağzımda Bulut Tadı
- Album: Çiçeği Hiç Solmayana
- Album: Ölüm git öte